# WSSFS
WSSFS staat voor “Wageningsk Studinte Selskip foar Fryske Stúdzje”. Het is een Friese studentenvereniging en is actief in Wageningen. Onder de Friezen staat Wageningen ook wel bekend als “Weinum”. De leden bestaan uit studenten van voornamelijk Wageningen University and Research.

## Geschiedenis
De studentenvereniging is opgericht op 23 januari in het jaar 1930 door Jan Bieuwes van der Meulen. Het WSSFS. werd daarbij afgesplitst van de vereniging W.S.V. Ceres te Wageningen. Het werd de eerste vereniging in Wageningen waar mannen en vrouwen op dezelfde avond bij elkaar mochten zijn. Ook mocht er Fries worden gesproken op de activiteiten. Dit was niet gewoon in de tijd van oprichting. De vereniging heeft één erelid en dat is Tjipke Wyngaarden. Hij is benoemd tot erelid vanwege zijn grote inzet voor de vereniging. De omvang van de vereniging wisselt over de jaren. Vroeger heeft de vereniging jaren gekend waarbij het meer dan 100 leden telde, maar tegenwoordig zit het rond de 50 leden.
In 2020 werd het 90-jarig bestaan gevierd.

## Activiteiten
Elke week, met uitzondering van de vakantie- en tentamenweken, is er een activiteit waar de leden aan deel kunnen nemen. Deze activiteiten worden georganiseerd door commissies of het bestuur. De vereniging telt rond de 20 commissies die allemaal een activiteit organiseren of op een andere manier zich inzetten voor de vereniging. De commissie "Redaksje" maakt elke periode het verenigingsblad de “Tsjilstynge”. De MOARD (“Makket Oerdwealske Apen Rju en Deugdsum”) zorgt er elk jaar voor dat nieuwe studenten enthousiast worden gemaakt voor de vereniging. De “Taal- en Kultuerskommisje” organiseert jaarlijks een symposium en het beroemde Strjittekeatsen (Nederlands: straatkaatsen) op de Markt in Wageningen. Bij deze activiteiten zijn mensen van buiten de vereniging ook welkom. Elk jaar wordt een zeilweekend georganiseerd door het bestuur. Gedurende dit weekend wordt er gezeild op de Friese meren. Dies Natalis wordt georganiseerd op de verjaardag van de vereniging. Deze week zit bomvol activiteiten en is altijd erg gezellig. In een lustrumjaar wordt deze week extra groot aangepakt.

## Federaasje
Het WSSFS maakt deel uit van het samenwerkingsverband de Federaasje fan Fryske Studinteferienings. Vanuit de Federaasje wordt elk jaar het Krystkongres (Nederlands: Kerstcongres) georganiseerd in Franeker. Dit wordt altijd goed bezocht en is het pronkstuk van de samenwerking met andere Friese verenigingen in Nederland.